# Embargo contre Chypre du Nord

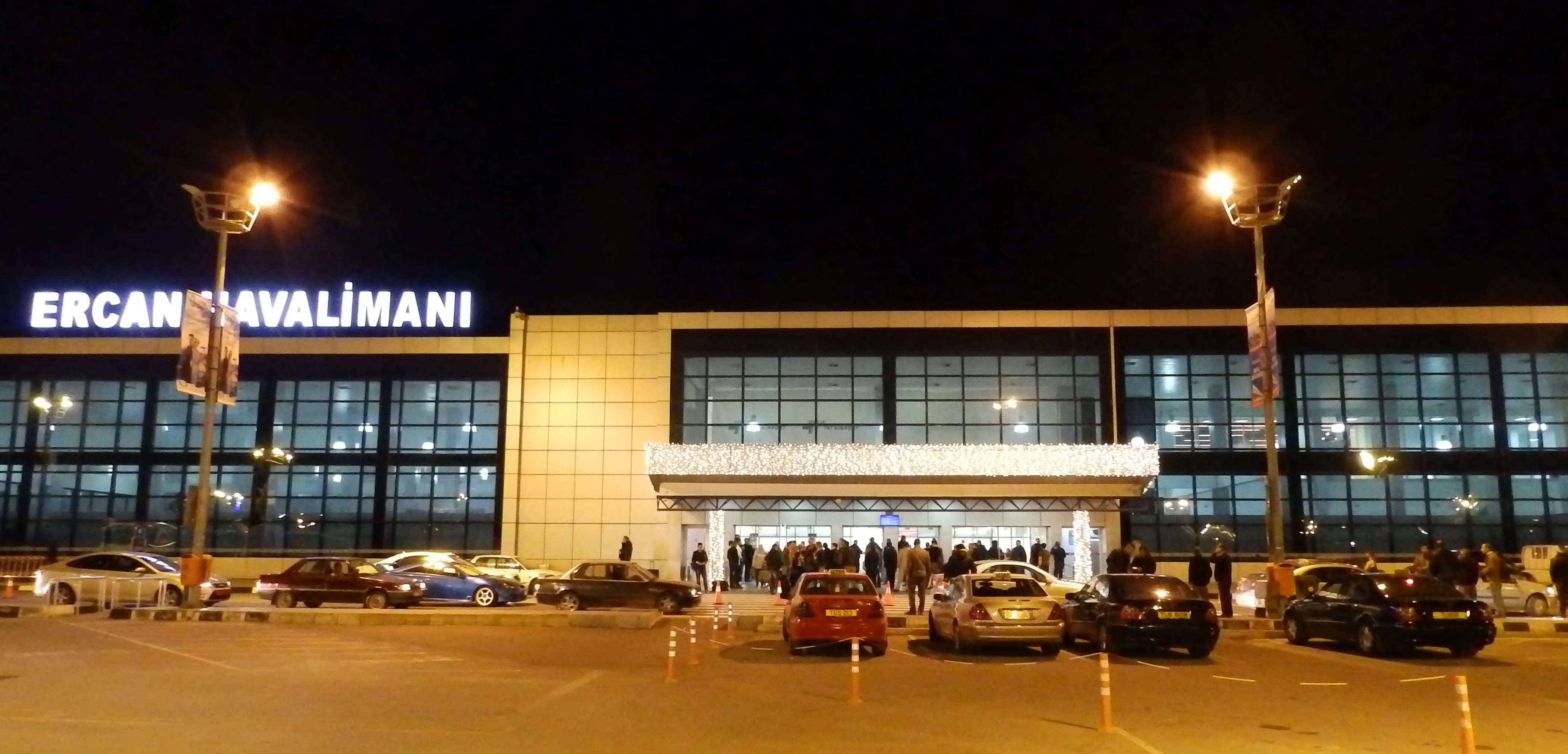
L'aéroport international d'Ercan, où les vols internationaux peuvent seulement avoir lieu via la Turquie en raison de l'embargo.

L'embargo contre Chypre du Nord est un embargo international actuellement en place dans plusieurs secteurs. L'embargo est soutenu par la politique des Nations unies et son application par l'Union européenne est conforme à une décision de la Cour de justice européenne (CJE) prise en 1994.
Chypre du Nord, un état reconnu uniquement par la Turquie est sous de sévères embargos depuis sa déclaration unilatérale d'indépendance en 1983, et les embargos sont activement promus par une campagne Chypriote grecque. Parmi les institutions qui refusent de traiter avec la communauté chypriote turque figurent l'Union postale universelle, l'Organisation de l'aviation civile internationale et l'Association du transport aérien international. L'embargo économique a été grandement exacerbé à la suite de la décision de la CJE en 1994, lorsque les certificats alimentaires émis par Chypre du Nord ont été jugés inacceptables pour l'Union européenne. Les exportations et les vols depuis Chypre du Nord se font via la Turquie, les vols directs étant interdits à l'international. Les Chypriotes turcs font face à des embargos dans les domaines du sport et de la culture également ; les équipes chypriotes turques ne peuvent pas jouer de matchs internationaux, les athlètes chypriotes turcs ne peuvent pas concourir à l'international à moins qu'ils ne représentent un autre pays et certains concerts de musiciens ou de groupes internationaux à Chypre du Nord ont été bloqués.

## Embargo économique

### Développement de l'embargo

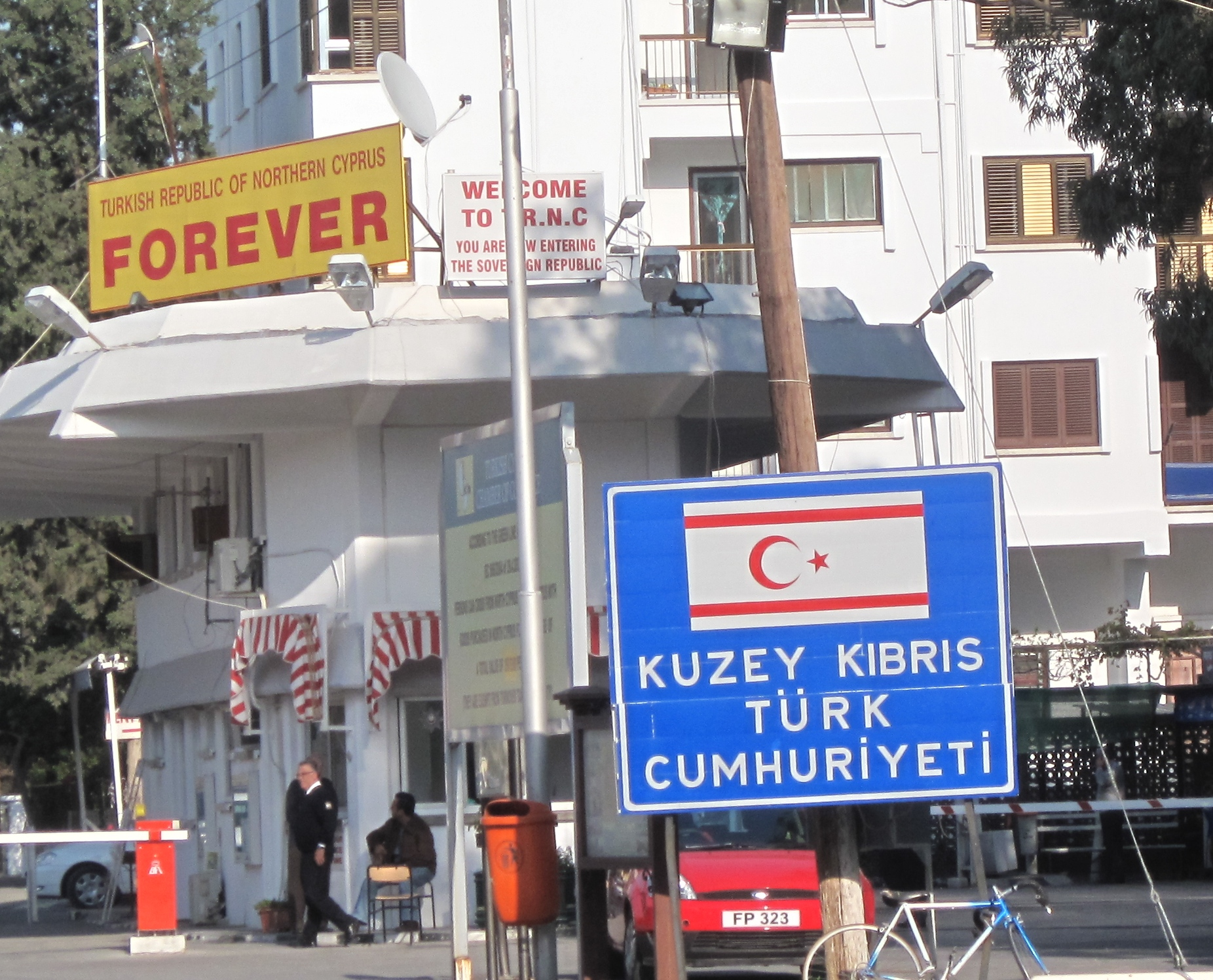
Le passage du palais de Ledra, avec un panneau sur les restrictions commerciales visible. Le commerce via la ligne verte est techniquement possible, mais jugé impraticable.

Après la destruction économique de l'invasion turque de Chypre en 1974, la partie sud de l'île a reçu d'importantes subventions de la communauté internationale pour développer son économie. Chypre du Nord, quant à elle, n'a reçu de l'aide que de la Turquie et très peu d'aide internationale. Cela a causé un développement économique moindre par rapport au sud, et une dépendance économique envers la Turquie. L'embargo économique empêche l'afflux d'argent étranger car la demande externe est étouffée et l'utilisation des économies étrangères à travers l'emprunt et les entrées de capitaux est rendue impossible. L'embargo a également limité le secteur du tourisme.
Jusqu'en 1994, le Royaume-Uni, l'Allemagne et d'autres pays européens acceptaient les produits alimentaires chypriotes turcs, y compris les agrumes, importés directement. Alors qu'un accord de 1972 accordait l'accès au marché européen aux biens régulés par la république de Chypre, l'accord a été interprété comme s'appliquant à toute l'île et la Chambre de commerce chypriote turque délivrait des certificats qui portaient les anciens tampons de Chypre, plutôt que ceux de l'État fédéré turc de Chypre ou de la RTCN. En 1983, lors de la déclaration de la RTCN, la république de Chypre a changé ses tampons et a notifié à l'Union européenne et à ses États membres que seuls les certificats avec ses nouveaux tampons, provenant du territoire sous le contrôle de la République, devraient être acceptés. Cependant, le Conseil de l'Europe a réitéré que les deux parties devraient bénéficier également d'un tel accord, et les biens chypriotes turcs ont continué à être importés directement. Le ministère britannique de l'Agriculture a émis une déclaration selon laquelle "les certificats chypriotes turcs étaient tout aussi valables que les certificats chypriotes grecs."
En 1992, un groupe de producteurs d'agrumes chypriotes grecs a poursuivi le ministère britannique de l'Agriculture, et l'affaire a été renvoyée à la Cour de Justice Européenne. La CJE a statué contre l'acceptation des biens chypriotes turcs, et a ainsi effectivement institué un embargo contre Chypre du Nord. La décision a été critiquée comme la CJE dépassant son champ d'action et précipitant un embargo qui ne devrait être imposé que par des organes politiques. La décision a également exposé les biens chypriotes turcs à un droit supplémentaire d'au moins 14%, et les cargaisons ont été immédiatement renvoyées des pays européens, causant un dommage profond à l'encontre de l'économie chypriote turque.

### Après le plan Annan
Après le plan Annan, l'Union européenne a promis que les sanctions contre Chypre du Nord seraient assouplies, incluant une ouverture des ports, mais celles-ci ont été bloquées par la république de Chypre. Les Chypriotes turcs peuvent techniquement exporter vers le monde via la ligne verte, mais cela nécessite l'approbation de la république de Chypre et une lourde bureaucratie, ce qui est perçu comme impraticable par les hommes d'affaires chypriotes turcs.
Dans les années 2000 et 2010, des entreprises et compagnies mondiales se sont ouvertes à Chypre du Nord via la Turquie, ce qui a été perçu comme une forme de normalisation par les Chypriotes turcs. Cependant, les Chypriotes turcs ne peuvent accéder au marché mondial qu'en tant que consommateurs, mais pas en tant que producteurs, et cet accès dépend toujours de la Turquie.

## Embargo sur les transports

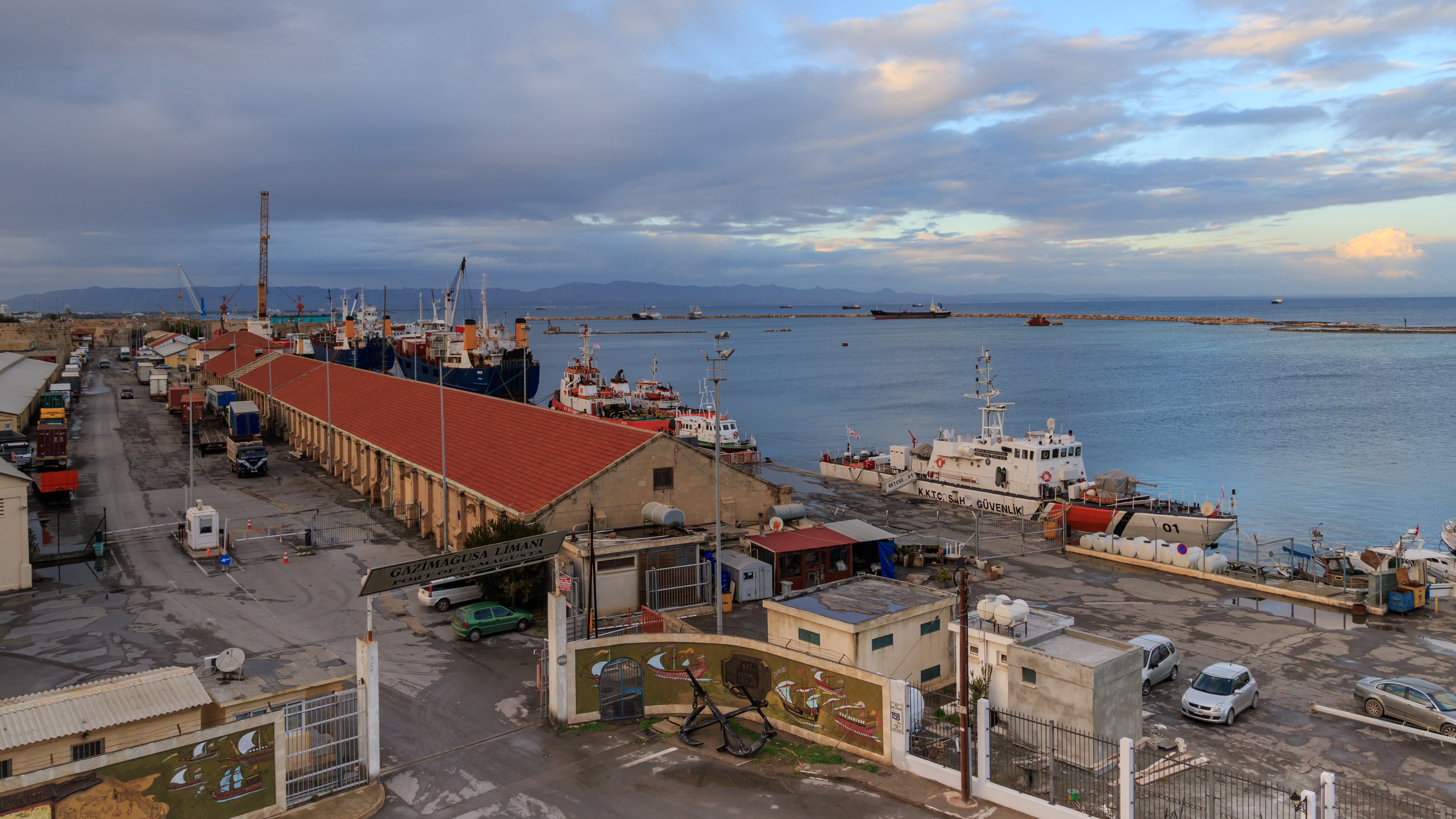
Le port de Famagouste, où le trafic international est affecté par l'embargo.

Chypre du Nord est accessible pour les communications internationales, les services postaux et les transports uniquement via la Turquie.
Les vols vers l'aéroport international d'Ercan de Chypre du Nord sont interdits à l'international. Les vols non-stop ont lieu uniquement depuis la Turquie, qui est le seul pays à reconnaître Chypre du Nord, et tous les avions qui volent vers Chypre du Nord depuis d'autres pays doivent faire escale en Turquie. En 2005, un vol charter non-stop entre Azerbaïdjan et Chypre du Nord, le premier jamais réalisé depuis un pays autre que la Turquie, a été salué comme un événement marquant et l'Azerbaïdjan a commencé à accepter les passeports chypriotes turcs.
Au congrès de l'Union Postale Universelle à Rio de Janeiro en 1979, la république de Chypre a obtenu une déclaration stipulant que les timbres chypriotes turcs étaient illégaux et invalides.
Les Chypriotes turcs ont partiellement surmonté les restrictions sur les voyages personnels en obtenant des passeports délivrés par la république de Chypre. Selon Rebecca Bryant, spécialiste de Chypre, avec le développement de Turkish Airlines et la faillite de Cyprus Airways, Ercan était plus fréquenté que l'aéroport international de Larnaca en 2015, mais il dépendait toujours de la Turquie.
Cependant, en 2017, l'aéroport de Larnaca a vu une augmentation de plus de 400% de clients, à la suite de nouvelles mesures de sécurité strictes imposées par le UK Department for Transport questionnant le statut de l'aéroport et forçant les passagers voyageant entre la Grande-Bretagne et Chypre du Nord à débarquer avec leurs bagages et à passer un nouveau contrôle de sécurité en Turquie afin d'embarquer dans un nouvel avion pour leur destination finale. Selon les opérateurs touristiques chypriotes turcs "les voyageurs dérivent maintenant vers Larnaca et il sera très difficile de les ramener".

## Embargo culturel

### Sports

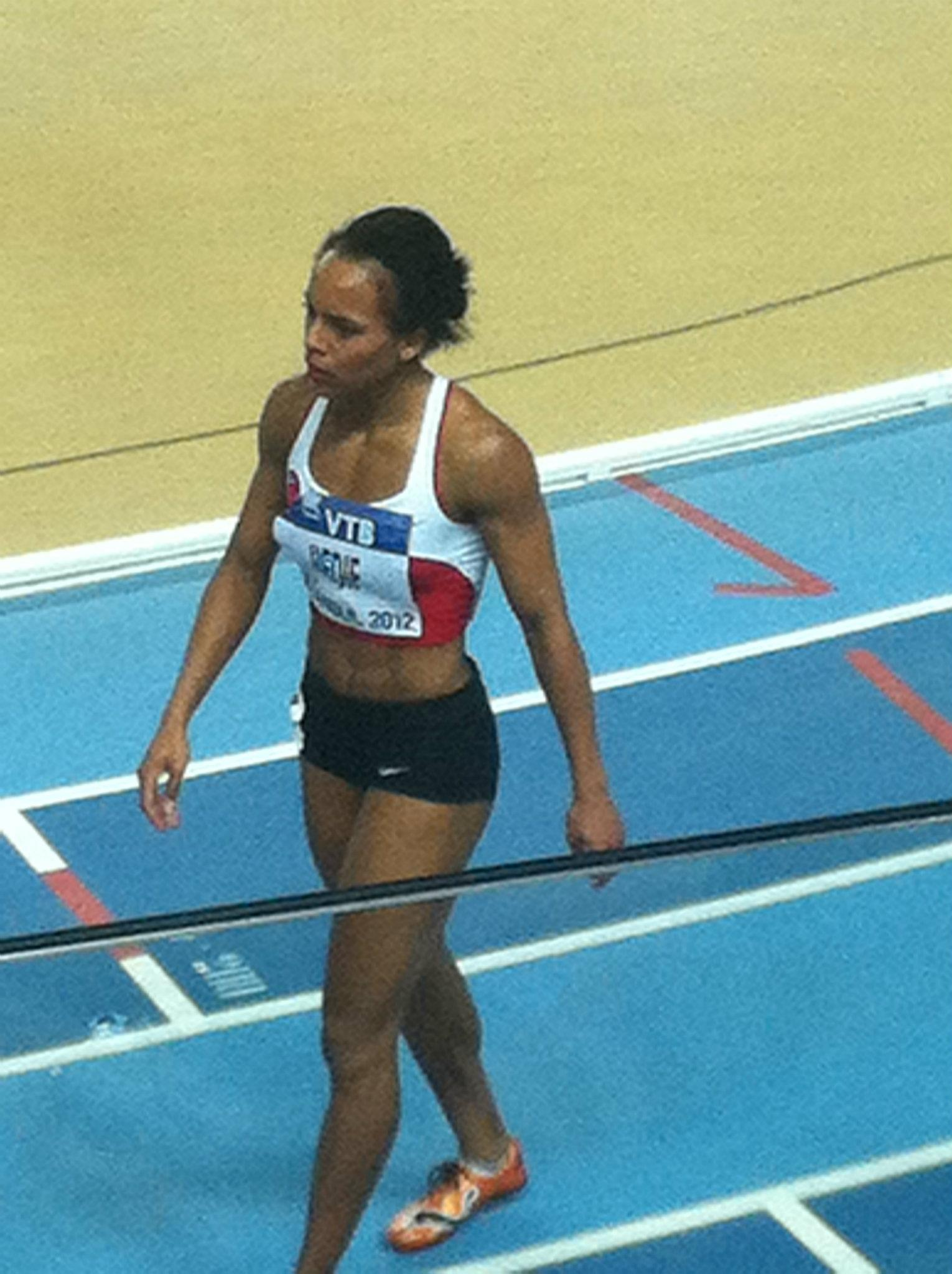
Meliz Redif, la première athlète chypriote turque aux Jeux olympiques, a dû obtenir la citoyenneté turque pour participer.

Les Chypriotes turcs ne peuvent pas participer aux compétitions sportives internationales. Le Comité international olympique interdit aux Chypriotes turcs de participer aux Jeux olympiques en tant qu'athlètes indépendants sous le drapeau olympique, et les oblige à concourir sous le drapeau d'un pays reconnu. Meliz Redif, la première Chypriote turque à participer aux Jeux olympiques, a ainsi dû obtenir la citoyenneté turque, tandis que certains athlètes refusent de concourir pour un autre pays.
Les équipes chypriotes turques ne peuvent pas jouer de matchs internationaux,. Dans les premières années après l'invasion turque en 1974, les équipes de football chypriotes turques étaient capables de jouer des matchs internationaux contre des équipes de pays tels que la Turquie, Arabie saoudite, Malaisie, Libye. Cela était dû à la tolérance montrée par FIFA sur l'initiative de son secrétaire, Helmut Kaiser. Cependant, après la déclaration d'indépendance en 1983, les équipes chypriotes turques et l'équipe nationale ont perdu la capacité de jouer des matchs internationaux. L'équipe nationale de Chypre du Nord voulait jouer un match avec l'équipe nationale turque en 1984, mais cela a été rejeté par la FIFA et la Fédération de Football Turque a été informée qu'elle ferait face à des sanctions de la FIFA et de UEFA si elle jouait avec l'équipe chypriote turque. En juin 1987, le Comité Exécutif de la FIFA a expressément interdit tout contact entre les membres de la FIFA et Chypre du Nord.
Une équipe turque, Fenerbahçe SK, a eu un camp à Chypre du Nord en 1990 et prévoyait de jouer avec une équipe locale, mais le match n'a pas été autorisé par la FIFA, qui a refusé d'accepter la Fédération de Football de Chypre Turque comme membre. Dans la ELF Cup qui a eu lieu à Chypre du Nord en 2006, la FIFA a exercé avec succès une pression sur l'équipe nationale d'Afghanistan pour ne pas jouer dans le tournoi, et les membres de la FIFA Kirghizistan et Tadjikistan ont envoyé leurs équipes de futsal à la place. Une demande chypriote turque pour rejoindre la FIFA a de nouveau été rejetée en 2004, après les référendums sur le plan Annan. En 2007, un match de football amical entre Çetinkaya Türk S.K. et Luton Town F.C. a été annulé après la pression chypriote grecque. En 2014, la Fédération de Football de Chypre Turque a demandé à rejoindre l'Association de Football de Chypre, mais les discussions se sont soldées par un échec.
L'isolement sportif rencontré par Chypre du Nord n'est pas partagé avec tous les autres États non reconnus, par exemple, Transnistrie a une équipe qui participe à des compétitions internationales. Chypre du Nord a participé au NF Board pour atténuer l'effet de l'isolement international dans le football.

### Musique
La république de Chypre considère les affaires menées dans le nord comme illégales, ce qui a entravé les concerts de groupes ou chanteurs internationaux. En 2010, un concert de Jennifer Lopez, prévu pour avoir lieu à Chypre du Nord, a été annulé après une campagne intensive de groupes chypriotes grecs. Rihanna a également annulé un concert après une campagne similaire. En 2012, Julio Iglesias a annulé un concert puis a poursuivi l'hôtel et les autorités chypriotes turques, affirmant qu'il avait été induit en erreur quant à la légitimité du concert. Néanmoins, des concerts internationaux continuent d'avoir lieu.